# Championnats du monde de patinage artistique 1935
Navigation
Mondiaux 1934 Mondiaux 1936
Les championnats du monde de patinage artistique 1935 ont lieu du 8 au 9 février 1935 à la patinoire extérieure de Vienne en Autriche pour les Dames, et du 16 au 17 février 1935 à la patinoire extérieure du parc Városliget de Budapest en Hongrie pour les Messieurs et les Couples.

## Qualifications
Les patineurs sont éligibles à l'épreuve s'ils représentent une nation membre de l'Union internationale de patinage (International Skating Union en anglais). Les fédérations nationales sélectionnent leurs patineurs en fonction de leurs propres critères. 

## Podiums
| Épreuves                      | Or                             | Argent                    | Bronze                       |
| ----------------------------- | ------------------------------ | ------------------------- | ---------------------------- |
| Messieurs résultats détaillés | Karl Schäfer                   | Jack Dunn                 | Dénes Pataky                 |
| Dames résultats détaillés     | Sonja Henie                    | Cecilia Colledge          | Vivi-Anne Hultén             |
| Couples résultats détaillés   | Emília Rotter / László Szollás | Ilse Pausin / Erik Pausin | Lucy Gallo / Rezső Dillinger |

## Tableau des médailles
| Rang  | Nation      | Or | Argent | Bronze | Total |
| ----- | ----------- | -- | ------ | ------ | ----- |
| 1     | Autriche    | 1  | 1      | 0      | 2     |
| 2     | Hongrie     | 1  | 0      | 2      | 3     |
| 3     | Norvège     | 1  | 0      | 0      | 1     |
| 4     | Royaume-Uni | 0  | 2      | 0      | 2     |
| 5     | Suède       | 0  | 0      | 1      | 1     |
| Total | Total       | 3  | 3      | 3      | 9     |

## Détails des compétitions

### Messieurs
| Rang | Nom             | Nation      | Places | Points | Fig. impo. | Prog. libre |
| ---- | --------------- | ----------- | ------ | ------ | ---------- | ----------- |
| 1    | Karl Schäfer    | Autriche    | 8      |        | 1          | 1           |
| 2    | Jack Dunn       | Royaume-Uni | 15     |        |            |             |
| 3    | Dénes Pataky    | Hongrie     | 15     |        |            |             |
| 4    | Graham Sharp    | Royaume-Uni | 21     |        |            |             |
| 5    | Marcus Nikkanen | Finlande    | 25     |        |            |             |
| 6    | Elemér Terták   | Hongrie     | 25     |        |            |             |
| 7    | Erich Erdös     | Autriche    | 36     |        |            |             |
| 8    | Ferenc Kertész  | Hongrie     | 38     |        |            |             |

### Dames
| Rang    | Nom                       | Nation      | Places | Points | Fig. impo. | Prog. libre |
| ------- | ------------------------- | ----------- | ------ | ------ | ---------- | ----------- |
| 1       | Sonja Henie               | Norvège     | 7      |        | 1          | 1           |
| 2       | Cecilia Colledge          | Royaume-Uni | 17     |        | 2          | 2           |
| 3       | Vivi-Anne Hultén          | Suède       | 22     |        | 4          |             |
| 4       | Hedy Stenuf               | Autriche    | 30     |        | 5          |             |
| 5       | Gweneth Butler            | Royaume-Uni | 38     |        | 3          |             |
| 6       | Hertha Dexler             | Autriche    | 42     |        |            |             |
| 7       | Nanna Egedius             | Norvège     | 40.5   |        |            |             |
| 8       | Helga Schrittwieser-Dietz | Autriche    | 55.5   |        |            |             |
| Abandon | Nadine Szilassy           | Hongrie     | 55.5   |        |            |             |

### Couples
| Rang | Nom                                        | Nation    | Places | Points |
| ---- | ------------------------------------------ | --------- | ------ | ------ |
| 1    | Emília Rotter / László Szollás             | Hongrie   | 5      |        |
| 2    | Ilse Pausin / Erik Pausin                  | Autriche  | 12.5   |        |
| 3    | Lucy Gallo / Rezső Dillinger               | Hongrie   | 14.5   |        |
| 4    | Piroska Szekrényessy / Attila Szekrényessy | Hongrie   | 25.5   |        |
| 5    | Zofia Bilorówna / Tadeusz Kowalski         | Pologne   | 26     |        |
| 6    | Wally Hampel / Otto Weiß                   | Allemagne | 27     |        |
| 7    | Liese Kianek / Adolf Rosdol                | Autriche  | 31     |        |
| 8    | Barbara Chachlewska / Alfred Theuer        | Pologne   | 38.5   |        |